# ZPAS
ZPAS S.A. (Zakład Produkcji Automatyki Sieciowej S.A.) – polskie przedsiębiorstwo z siedzibą w Przygórzu, w powiecie kłodzkim w gminie Nowa Ruda, specjalizujące się w produkcji obudów serwerowych, teleinformatycznych i energetycznych oraz szaf zewnętrznych i pulpitów sterowniczych. Powstało w 1973 roku.

## Historia
W 1973 na terenie kopalni Bolesław i huty Barbara w Przygórzu powstał Terenowy Zakład Doświadczalny – oddział wrocławskiego IASE (Instytutu Automatyki Systemów Energetycznych), który w 1976 zmienił nazwę na Zakład Produkcji Urządzeń Automatyki (ZPUA). 1 stycznia 1980 dekretem Ministra Energetyki i Energii Atomowej powstał samodzielny Zakład Produkcji Automatyki Sieciowej. W 1991 nastąpiło przekształcenie przedsiębiorstwa w jednoosobową spółkę Skarbu Państwa. Spółka w 1992 została sprywatyzowana. Na jej miejscu powstał Zakład produkcji Automatyki Sieciowej S.A. Akcjonariuszami zostali wszyscy zatrudnieni pracownicy. W 2006 powstała hala produkcyjna wraz z magazynem w Nowej Rudzie-Słupcu a w 2007 zakupiono i zmodernizowano budynek łaźni po Kopalni Węgla Kamiennego Nowa Ruda na zakład produkcyjny w Nowej Rudzie. W 2016 w wyremontowanym budynku po zakładach Diora w Nowej Rudzie powstał zakład specjalizujący się w prefabrykacji elektrycznej obudów.

## Działalność
Firma ma cztery zakłady produkcyjne w Przygórzu, Nowej Rudzie i Nowej Rudzie-Słupcu.
Przedsiębiorstwo objęło patronatem klasę o profilu technik elektryk w Noworudzkiej Szkole Technicznej. W ramach zajęć praktycznych uczniowie odbywają praktyki zawodowe w zakładach produkcyjnych firmy. Praktyki w firmie odbywają również uczniowie Liceum Ogólnokształcącego w Nowej Rudzie.